# Power Balance
Power Balance este un brand de brățări de silicon cu o hologramă în centru, produse începând cu anul 2007.
Organizatiile de consumatori OCU  si FACUA  au denuntat Power Balance pentru publicitate inselatoare.In 2010 primesc o amenda in Andalucia de 15000 de euro iar in Italia o amenda de 350000 euro.
Power Balance recunoaste in Australia ca bratarile lor nu au nici un efect pt sanatate,nu exista evidenta stiintifica iar Guvernul australian ii obliga sa publice un anunt in presa. 
1. ↑  - EL MUNDO | Suplemento de Salud 108 - Publicidad engañosa, www.elmundo.es
2. ↑  Error 404 (în spaniolă), facua.org
3. ↑  Italia sanciona a Power Balance con una multa 23 veces mayor a la española (în spaniolă), El País, 24 decembrie 2010, ISSN 1134-6582
4. ↑  Power Balance, al borde de la quiebra (în spaniolă), El País, 22 noiembrie 2011, ISSN 1134-6582
5. ↑  Commission, Australian Competition and Consumer (22 decembrie 2010), Power Balance admits no reasonable basis for wristband claims, consumers offered refunds (în engleză), www.accc.gov.au
6. ↑  Russell, Mark (19 iunie 2010), 'Power' wristbands might be the biggest scam (în engleză), The Age
7. ↑  Power Balance admite en Australia que sus pulseras no mejoran el equilibrio | Ciencia | elmundo.es, www.elmundo.es
8. ↑  Power bands exposed as fakes (în engleză), heraldsun, 22 decembrie 2010
9. ↑  Previously, Tiffany Hsu Tiffany Hsu is a former staff writer for the Los Angeles Times; economy, she wrote about the California; Food, Fast; restaurants; retail; native, alternative energy for the Business section A. Bay Area; graduate, UC Berkeley; fan, eternal Nor-Cal; Times-Dispatch, she once worked for the San Francisco Bay Guardian She also did a stint at the Richmond; agree, where she developed a passion for sweet tea She still has faith that someday she’ll find two economists who (23 noiembrie 2011), Power Balance files for bankruptcy after retracting health claims (în engleză), Los Angeles Times
10. ↑  Un estudio concluye que la pulsera Power Balance no mejora el equilibrio (în spaniolă), El País, 17 mai 2010, ISSN 1134-6582